# Trax (jeu vidéo)
Pour les articles homonymes, voir Trax.
Trax (突撃!ポンコツタンク, Totsugeki! Ponkotsu Tank) est un jeu vidéo de type shoot them up développé par HAL Laboratory et édité par Nintendo en 1991 sur Game Boy.
Le jeu met en scène un char d'assaut qui doit avancer durant quatre niveaux remplis de chars ennemis avant d'affronter le boss. Il est le premier jeu jouable à quatre simultanément grâce au câble link[précision nécessaire].